# ألن نيفينز
جوزيف ألن نيڤينز (بالإنجليزية: Allan Nevins)‏ (و. 20 أيار 1890 - ت. 5 آذار 1971 م) مؤرخ، وصحفي أمريكي، نال شهرة واسعة بفضل مؤلفاته الكثيرة عن الحرب الأهلية الأمريكية، كما وضع سير مشاهير الأعلام الأمريكيين في عصره مثل سيرة الرئيس الأمريكي جروفر كليفلاند (أصدر سيرته عام 1932)، وهاميلتون فيش (أصدر سيرته عام 1936)، ووضع سير مشاهير رجال الأعمال في عصره، مثل هنري فورد، وجون دافيسون روكفلر.
ومن أشهر مؤلّفاته التاريخية كتاب «محنة الوحدة» (صدر عام 1947) وكتاب «ظهور لنكولن» (صدر في مجلّدين عام 1950) وهو تأريخ الولايات المتحدة خلال الأعوام 1847 - 1861م.

## روابط خارجية
- ألن نيفينز على موقع الموسوعة البريطانية (الإنجليزية)
- ألن نيفينز على موقع مونزينجر (الألمانية)
- ألن نيفينز على موقع إن إن دي بي (الإنجليزية)